# 楼邦彦
楼邦彦（1912年—1979年），中国司法学者，浙江省鄞县（今宁波）人。

## 生平
1934年毕业于清华大学政治学系。
1936年考取第四届中英庚子赔款公费，赴英国留学。
1939年回国任清华大学（西南联合大学）政治学系副教授。
1949年前，曾先后担任武汉大学、中央大学（今南京大学）、北京大学的教授。
1949年后，先后担任北京大学，北京政法学院（今中国政法大学）教授，北京司法局副局长。
1957年，被错划为右派分子。1979年，得到平反。
是九三学社成员，第二届全国政协委员。
长期从事司法行政和政法的教学和研究，主要研究领域为行政法和宪法。

## 著作
- 《中华人民共和国宪法知识讲座》
- 《资产阶级宪法的反动本质》（合著）